# Casal a la Pobleta de Bellveí
El Casal a la Pobleta de Bellveí és una obra eclèctica de la Torre de Cabdella (Pallars Jussà) inclosa a l'Inventari del Patrimoni Arquitectònic de Catalunya.

## Descripció
Habitatge unifamiliar entre mitgeres, edificat a la Pobleta per algun muntanyenc que feu les amèriques. Al tornar construí aquesta edificació on la fusta i altres materials nobles son emprats en multitud de detalls amb estils materials nobles són emprats en multitud de detalls amb estils diferents. L' implantació d'aquest tipus d'edifici sovinteja a la muntanya, té acabats arrebossats i afegits de heura.

## Història
Imitació històrica de les cases de colònies americanes i de cases rurals Gallegues.